# 南誉士広
南 誉士広（みなみ よしひろ、1984年1月21日 - ）は、日本の俳優、アクション監督。埼玉県出身。株式会社BRATS/劇団BRATS所属。青山学院大学卒業。身長180cm、体重80kg。血液型O型。
ジャパンアクションエンタープライズ36期生としてデビューし、京都作品を中心に活動。2011年7月にJAEを脱退しフリーランスになり、舞台をメインに活動中。

## 主な出演作品

### テレビ
- 新・京都迷宮案内4第9シリーズ 第1話（2007年1月11日、テレビ朝日） - 暴走族 役
- 逃亡者おりん 第12話（2007年1月19日、テレビ東京） - 夜太 役
- 遠山の金さん 第5話（2007年2月20日、テレビ朝日） - 松葉屋男衆 役
- 逃亡者おりん 第18話（2007年3月2日、テレビ東京） - 手鎖人 役
- 八州廻り桑山十兵衛〜捕物控ぶらり旅 第2話（2007年5月8日、テレビ朝日） - 由松 役
- 刺客請負人 第5話（2007年8月17日、テレビ東京） - 死神 役
- 幻十郎必殺剣 第1話（2008年1月18日、テレビ東京） - 勘八 役
- 水戸黄門第38部 第3話（2008年1月21日、TBS） - 行商男 役
- 新・科捜研の女第4シリーズ 第1話（2008年4月17日、テレビ朝日） - 声紋男 役
- スペシャルドラマ「忠臣蔵 音無しの剣」（2008年12月14日、テレビ朝日） - 吉良方侍 役
- 京都地検の女第5シリーズ 第7話（2009年6月4日、テレビ朝日） - 宮沢和也 役
- 必殺仕事人2009 第19話「玉の輿」（2009年6月5日、ABC・テレビ朝日） - 客男 役
- 科捜研の女第9シリーズ 第3話（2009年7月16日、テレビ朝日） - 桐谷保 役
- メイド刑事 Mission10（2009年9月4日、テレビ朝日） - 中国人メンズ 役
- 853〜刑事・加茂伸之介 第6話（2010年2月25日、テレビ朝日） - 小林勝明 役
- チェイス〜国税査察官〜 第5話（2010年5月15日、NHK） - 制服警官A 役
- 天装戦隊ゴセイジャー（2010年 - 2011年、テレビ朝日）
- 仮面ライダーW 第41話（2010年7月4日、テレビ朝日） - 刑事B 役
- 塀の中の中学校（2010年10月11日、TBS） - 刑務官 役
- 仮面ライダーオーズ/OOO（2010年 - 2011年、テレビ朝日） - 屑ヤミー、バッタヤミー 役（スーツアクター）
- 海賊戦隊ゴーカイジャー（2011年 - 2012年、テレビ朝日）

### 映画
- 憑神（2007年6月、東映）
- クローズZERO（2007年10月、東宝） - 芹沢一派 役
- 茶々 天涯の貴妃（2007年12月、東映）
- 僕の彼女はサイボーグ（2008年5月、ギガ・コミュニケーションズ）
- TAJOMARU（2009年9月、ワーナー・ブラザース）
- 火天の城（2009年9月、東映）
- 獄に咲く花（2010年2月、Thanks Lab） - 高杉晋作 役
- 仮面ライダーシリーズ（東映）
  - 仮面ライダー×仮面ライダー×仮面ライダー THE MOVIE 超・電王トリロジー EPISODE BLUE 派遣イマジンはNEWトラル（2010年）
  - 仮面ライダーW FOREVER AtoZ/運命のガイアメモリ（2010年）
  - 仮面ライダー×仮面ライダー オーズ&ダブル feat.スカル MOVIE大戦CORE（2010年）
  - 劇場版 仮面ライダーオーズ WONDERFUL 将軍と21のコアメダル（2011年）
  - 劇場版 仮面ライダーリバイス バトルファミリア（2022年） - トニー 役
- 天装戦隊ゴセイジャー エピックON THEムービー（2010年、東映）
- WILD SEVEN 7（2011年12月21日、ワーナー・ブラザース）
- セイバー+ゼンカイジャー スーパーヒーロー戦記（2021年、東映）

### Webドラマ
- グッドモーニング、眠れる獅子（2022年4月23日、ひかりTV）
- 『劇場版 仮面ライダーリバイス』スピンオフ配信ドラマ『Birth of Chimera』（2022年7月22日、東映特撮ファンクラブ） - トニー 役[1]

### Vシネマ
- 仮面ライダーW RETURNS（2011年、東映）
  - 仮面ライダーアクセル
  - 仮面ライダーエターナル
- 機界戦隊ゼンカイジャーVSキラメイジャーVSセンパイジャー（2022年）

### ショートムービー
- カクレ鬼 - 鬼 役

### 舞台
- 2010年 7月 劇団BRATS 第1回公演「アメリ館」  馬場 役
- 2010年10月 JAEプロデュース公演「残俠」
- 2011年 2月 琉球ロマネスク「テンペスト」
- 2011年 5月 劇団BRATS 第2回公演「sleeve」  ランチュウ 役
- 2011年 9月 戦国自衛隊 〜女性自衛官帰還セヨ〜/死守セヨ〜 沢猿 役/文吾 役
- 2011年10月 白鳥歌舞喜 小次郎炎情剣
- 2012年 1月 秘密編隊ゴンバット No2 役
- 2012年 4月 劇団☆新感線「シレンとラギ」
- 2012年 7月 多摩多摩迷子 パルコ 役
- 2012年10月 劇団BRATS 第3回公演「真・桃太郎伝説」トヘヌベシ 役
- 2012年12月 劇団☆新感線 「ZIPANG PUNK～五右衛門ロックIII」
- 2013年 4月 劇団BRATS 第4回公演「RED KILL 〜真っ赤な嘘の描き方〜」フタゴーン役
- 2013年 5月 海賊のように飲む会「井戸のあるタマリ場 」
- 2013年 5月 勧進帳なう　伊勢役
- 2013年 7月 ブロードウェイミュージカル「ピーターパン」インディアングリズリー役
- 2013年11月 パルコプロデュース「鉈切り丸」
- 2014年 1月 劇団BRATS第5回公演「西遊記ゑん戯」金閣大王 役
- 2014年 3月 劇団☆新感線「蒼の乱」
- 2014年 7月 大人の新感線「ラストフラワーズ」
- 2014年12月 劇団BRATS第6回公演「西遊記ゑん戯2 〜EVOLUTION〜」沙悟浄 役
- 2015年 2月 ジパングパイレーツ
- 2015年 3月 劇団BRATS第7回公演「熱血！不良総選挙」須藤 役
- 2015年 5月 劇団☆新感線「五右衛門vs轟天」
- 2015年 9月 戦国舞踏絵巻 ROCK BALLET 「義経 命果つるまで 疾風怒濤編」 佐々木高綱 役
- 2015年10月 カルティア城の聖石 ガンジ 役
- 2015年12月 劇団BRATS第8回公演「椿説 おくのほそ道」半六 役
- 2016年 3月 劇団☆新感線『乱鶯』
- 2016年 8月 劇団BRATS第9回公演「テノヒラサイズの人生大車輪」山田 役
- 2016年10月 早乙女友貴20th ANNIVERSARY event vol.2
- 2016年12月 劇団BRATS第10回記念公演第1弾「戦闘改造学園Z」李典 役
- 2017年 1月 紅き谷のサクラ  幕末幻想伝 新撰組零番隊
- 2017年 3月 劇団☆新感線『髑髏城の七人』  Season 花
- 2017年 4月 劇団BRATS第10回記念公演第2弾「遠州森の石松〜馬鹿は死ななきゃ治らない〜」日替わりゲスト
- 2017年 9月 劇団☆新感線『髑髏城の七人』  Season 風 仮面の天魔王 役
- 2017年12月 銀岩塩vol.2 LIVE ENTERTAINMENT『牙狼〈GARO〉-神ノ牙 覚醒-』ドウマン/小島 役
- 2018年 3月 劇団☆新感線「修羅天魔 髑髏城の七人 」Season 極
- 2018年 9月 メタルマクベス Disc 2
- 2019年 1月 音楽活劇SHIRANAMI
- 2019年 4月 ナゴヤ座 「BENTEN THE KID」  南郷力丸/浜松屋 役
- 2019年 5月 大人の麦茶26杯目公演  「おもったことはなかったです」色川或人 役
- 2019年 9月 銀岩塩vol.4 アブソメタル   ポリゴン 役
- 2019年11月 劇団朱雀復活公演   尾島の松五郎 関西の乗客 役
- 2020年 1月 大人の麦茶27杯目公演  「やっと味がする」台場翔平 役
- 2020年 12月 三銃士企画  両国花錦闘士 代官山 役
- 2021年 2月 銀岩塩vol.5 アブソメタル2  シジマ 役
- 2021年 3月「笑ゥせぇるすまん THE STAGE」夢見亜士役
- 2021年12月 無風ズ第一話「銭ゲバァ！60分」〜蒲田風、北九州風〜
- 2022年 1月 劇団丸組第七回公演「新山猫第三章」〜夏暁の旅立ち〜　北川士郎 役
- 2022年 7月 呪術廻戦　花御/夜蛾学長 役
- 2022年11月 歌妖曲〜中川大志之丞変化〜[2]
- 2023年2月 劇団丸組第八回公演 新山猫最終章 申 役[3]
- 2023年12月 呪術廻戦 -京都姉妹校交流会・起首雷同-　夜蛾正道 役[4]
- 2024年4月 あのよこのよ[5]
- 2024年12月 呪術廻戦 0 WITH LIVE BAND 夜蛾正道 役[6]
- 2025年3月 聖剣伝説3 TRIALS of MANA THE STAGE[7]
- 2025年8月 呪術廻戦 -懐玉・玉折- 夜蛾正道 役[8]

### イベント
- 花やしき「大江戸捕物帖」 - 平蔵 役
- 花やしき「忍術武芸帖 地の巻 戸隠流忍者三姉妹物語」 - 熊六 役
- JAE NAKED LIVE「がんばろう 日本！」（2011年）

### ライブ
- YUZU STADIUM 2005「GO HOME」（2005年、横浜国際総合競技場（日産スタジアム））
- JAE SUPER ENTERTAINMENT LIVE「白鎧亜 HAKUGAIA」（2010年9月11日12日、品川ステラボール）

## アクション監督作品

### 舞台
・2018年 8月 mssp SOUL MEETING Tour 
・2019年 1月 銀岩塩Vol.3「神ノ牙-転生-」
・2019年 5月 大人の麦茶26杯目公演「おもったことはなかったです」※出演兼
・2019年 8月 mssp SOUL MEETING Tour 
・2019年 9月 銀岩塩vol.4 「アブソメタル」 ※出演兼
・2020年 1月 大人の麦茶27杯目公演「やっと味がする」※出演兼
・2020年 12月 両国花錦闘士(殺陣指導)※出演兼
・2021年 2月 銀岩塩vol.5「アブソメタル2」※出演兼
・2021年 4月 大人の麦茶28杯目公演「お後がよろしくありますように」
・2021年 6月 銀岩塩vol.6「アブソメタル1&2」※出演兼